# Actinoseris
Actinoseris é um género botânico pertencente à família Asteraceae.

## Espécies
- Actinoseris angustifolia
- Actinoseris arenaria
- Actinoseris corymbosa
- Actinoseris hatschbachii
- Actinoseris polymorpha
- Actinoseris polyphylla
- Actinoseris radiata
- Actinoseris revoluta
- Actinoseris stenophylla